# Hemigramma latifolia
Hemigramma latifolia là một loài thực vật có mạch trong họ Dryopteridaceae. Loài này được (Goldm.) Copel. miêu tả khoa học đầu tiên năm 1907.